# Scleroglossum juncifolium
Scleroglossum juncifolium är en stensöteväxtart som beskrevs av Edwin Bingham Copeland. Scleroglossum juncifolium ingår i släktet Scleroglossum och familjen Polypodiaceae. Inga underarter finns listade.